# Racovitzanus pacificus
Racovitzanus pacificus is een eenoogkreeftjessoort uit de familie van de Scolecitrichidae. De wetenschappelijke naam van de soort is voor het eerst geldig gepubliceerd in 1905 door Esterly.